# José García Hidalgo

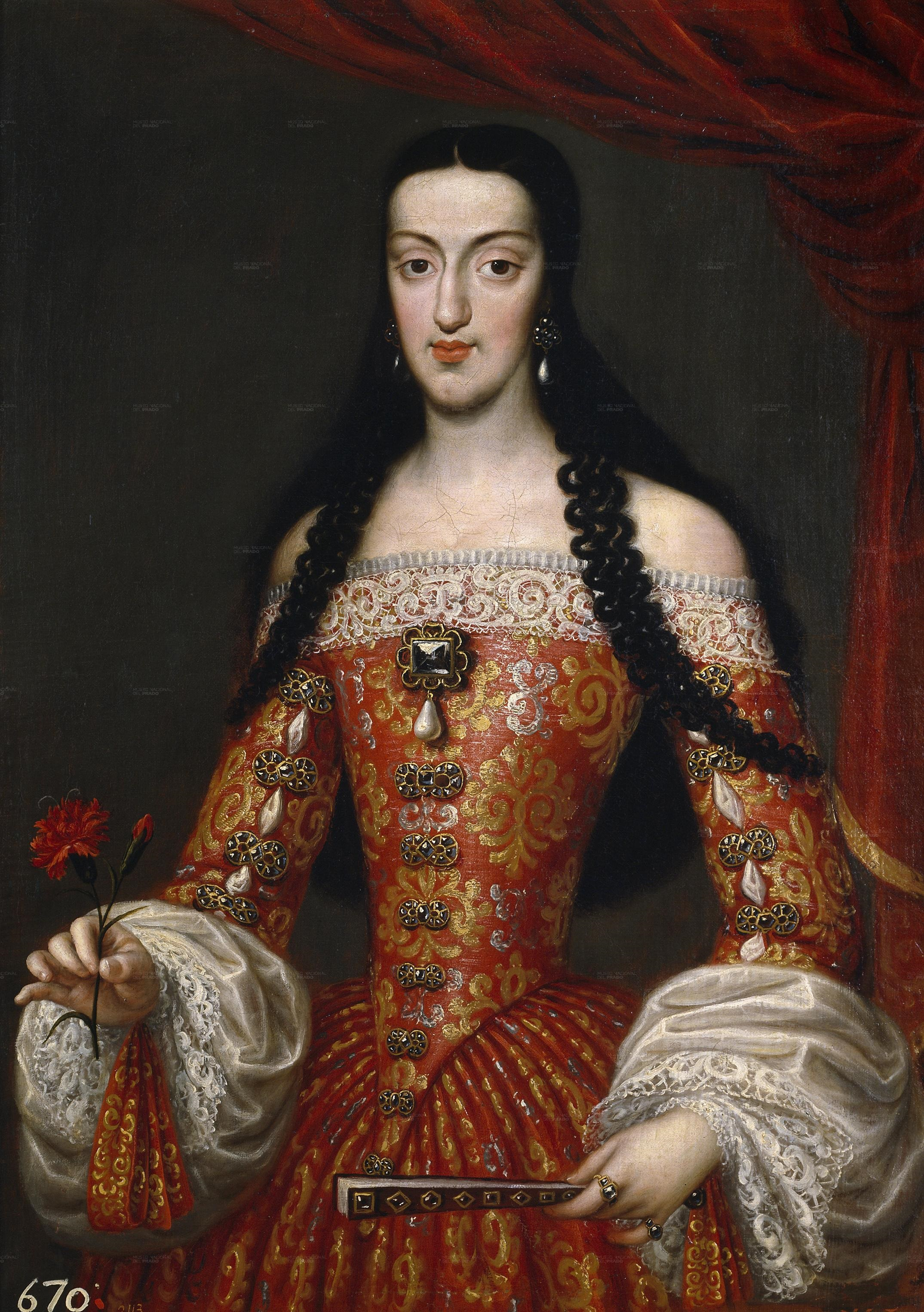
María Luisa de Orleans, reina de España. Retrato de María Luisa de Orleáns, hacia 1679, óleo sobre lienzo, 96 x 68 cm, Madrid, Museo del Prado.

José García Hidalgo. (Villena, 1645-Madrid, 28 de julio de 1717) fue un pintor, grabador y tratadista de pintura del barroco español. 

## Biografía

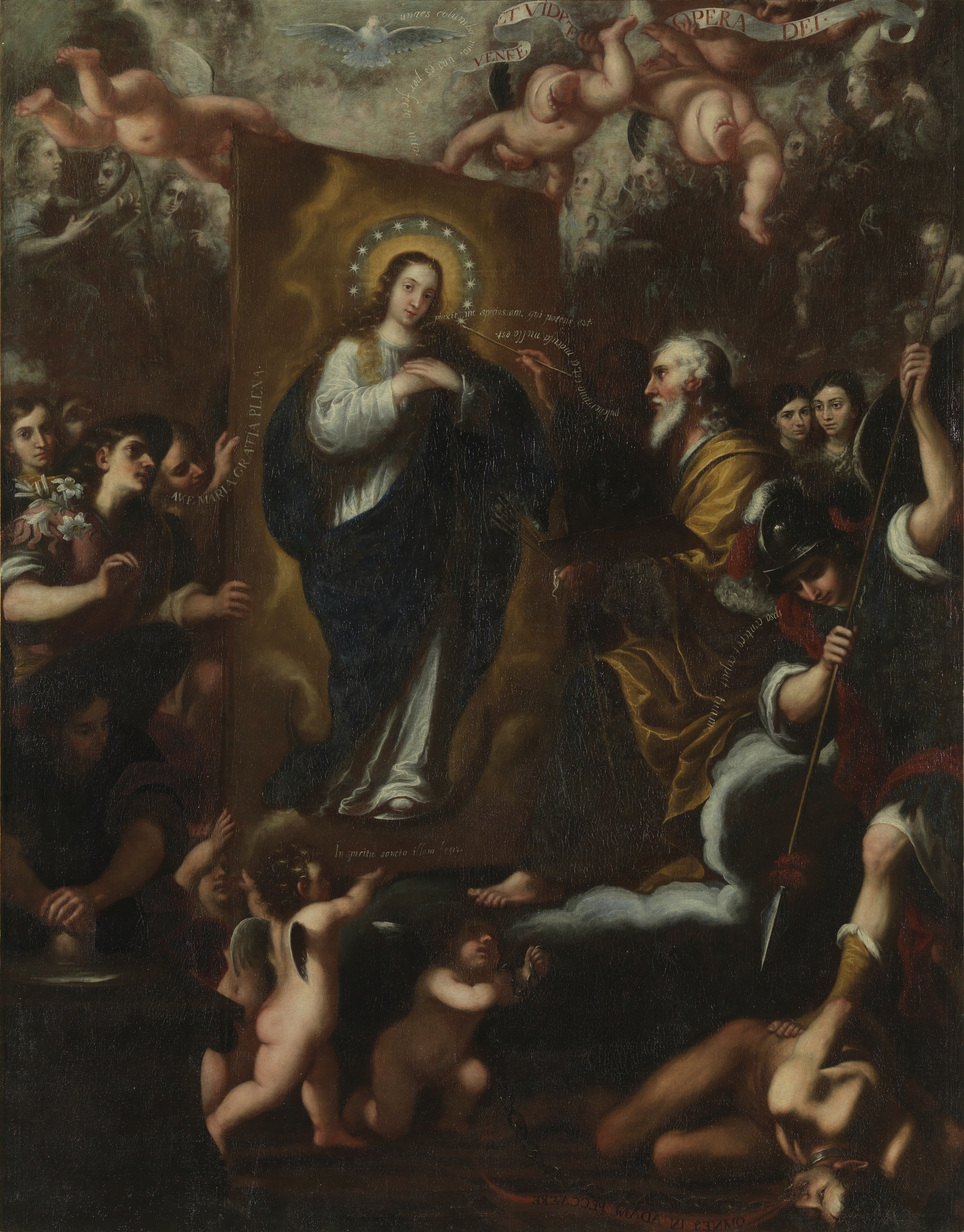
Dios Padre retratando a la Inmaculada, óleo sobre lienzo, 185 x 146 cm, Madrid, Museo del Prado.

García Hidalgo nació, según se deduce de algunos testimonios prestados por él, en 1645 y en Villena, localidad que si ahora pertenece a la provincia de Alicante en el momento de nacer él lo era del Reino de Murcia, lo que explica que al instalarse en Valencia lo apodasen el Castellano, «por antonomasia de mi nación», como dice él mismo en sus Principios para estudiar el nobilísimo arte de la pintura. Estudió en Murcia primero con Nicolás de Villacis y más tarde con Francisco Gilarte, antes de pasar a Roma, donde estudió según su testimonio «por papeles» de Pietro da Cortona. De retorno a España se estableció en Valencia. Aquí asistió durante seis años regularmente a la academia de pintura y dibujo que funcionaba en el convento de Santo Domingo, donde se daban enseñanzas teóricas y prácticas para artistas, nobles y eclesiásticos, de la que era director o académico mayor Vicente Salvador Gómez. De esta academia dejó García Hidalgo una viva descripción en sus Principios para estudiar el arte de la pintura junto a un expresivo grabado. Según Palomino, que no le dedicó biografía y sentía por él cierta animadversión, en Valencia entró en el taller de Esteban March, donde tuvo como condiscípulo a Juan Conchillos, con el que volvería a colaborar años más tarde al reencontrarse en Madrid, en el momento en el que José García se encontraba «en el auge de su fortuna».
Hacia 1670 se trasladó a Madrid, donde entró en el taller de Juan Carreño de Miranda cuyas enseñanzas apenas llegó a asimilar en sus pesadas composiciones de gran aparato y numerosas figuras. Realizó también algunos retratos, en los que se manifiesta mejor la influencia de Carreño, no exentos de cierto aparato. Cabe destacar entre ellos el del canónigo don Antonio de Ayala, firmado en 1686 y conservado en el Museo de la catedral de Segovia. En 1681 solicitó una plaza de pintor del rey «ad honorem» y entre otros méritos alegaba su participación en los adornos de la plaza de la Villa con motivo de la entrada en la corte de María Luisa de Orleans y en el telón de la comedia Hado y divisa de Leónido y Marfisa que con ocasión de su matrimonio con Carlos II se había representado en el Real Coliseo del Buen Retiro. Tras esta primera estancia en la corte bajo el padrinazgo del pintor de cámara de Carlos II, en 1697 volvió a Valencia donde residió hasta 1702. De regreso en Madrid mantuvo en su domicilio, en la calle Mayor, una academia de dibujo. En 1703 fue nombrado pintor de cámara honorario de Felipe V, aunque ya antes firmaba Pintor Regis o pintor de su majestad. Aunque se trataba de una plaza honoraria, en 1710 y de nuevo en 1715 solicitó los gajes correspondientes a la plaza de pintor de cámara y casa de aposento, en este último año diciendo no disponer de medios suficientes para atender a su mujer, que se encontraba paralítica. Falleció en Madrid, tras hacer declaración de pobre y dejar por heredera a su mujer, el 28 de julio de 1717, y fue enterrado en la iglesia de San Ginés.

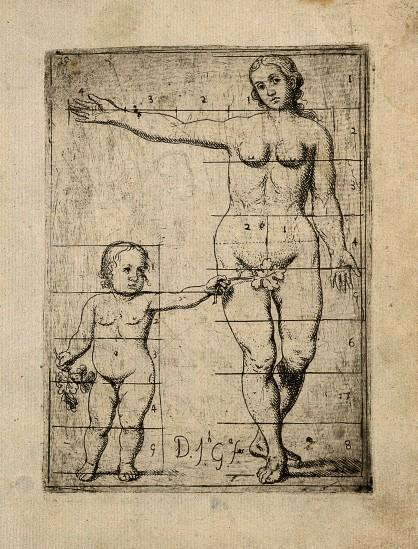
Lámina de los Principios para estudiar el nobilísimo y real arte de la pintura, Madrid, 1691.

## Obra
Su abundante obra pictórica, entre la que se pueden destacar los veinticuatro óleos dispersos de la historia de San Agustín que pintó en 1674 para el claustro de San Felipe el Real de Madrid, pone de manifiesto la diversidad de las influencias que recibió en su etapa de aprendizaje, si bien siempre pesó más en su estilo el arcaico tenebrismo propio de la escuela valenciana, sin lograr desprenderse nunca de cierta sequedad en el tratamiento del color. Será por ello más recordado como autor de un célebre estudio teórico-práctico sobre pintura: los Principios para estudiar el nobilísimo y real arte de la pintura, publicado en Madrid hacia 1691, libro del que muy pocos ejemplares han llegado. Tratado con sumo desdén por Marcelino Menéndez Pelayo, que no encontraba en él nada de valor científico, siendo solo «una cartilla de dibujo o poco más», la obra es, en efecto, una cartilla de dibujo como las que podía haber visto en Italia con las firmas de Odoardo Fialetti o Palma el Joven y dibujos, entre otros, de Annibale Carracci o del Guercino, formada por unos 120 grabados originales y no desdeñables en el ejemplar más completo, el de la Biblioteca del Palacio Real de Madrid, precedidos por un prólogo en el que expone sus intenciones y sintetiza sus ideas estéticas con atención especial a la práctica del dibujo, con fines docentes, y un par de composiciones poéticas medianas. Son famosos los versos dedicados a las pautas que se deben seguir en la pintura de la figura femenina:

Darás a la Muger más hermosura, 

siendo en su todo, y partes bien formada, 

ocho cabezas dándole a su altura, 

de pechos y caderas abultada, 

sin huessos por ninguna coyuntura, 

blanda y hermosa, redonda y torneada, 

manos, pies, y cabeza algo menores, 

que son de los extremos los primores.

Anteriormente había publicado a su costa una Geometría práctica: sobre los problemas no resueltos, con 29 grabados de figuras geométricas, uno de ellos fechado en 1682.